# وايوميا تيوس
وايوميا تيوس (Wyomia Tyus) هي لاعبة أولمبية لرياضة ألعاب القوى من الولايات المتحدة. شاركت في الأولمبياد الصيفي في 1964–1968، وفازت بما مجموعه 4 ميداليات.

## الميداليات
| ذهب | فضة | برونز | المجموع |
| 3   | 1   | 0     | 4       |

## روابط خارجية
- وايوميا تيوس على موقع الاتحاد الدولي لألعاب القوى (الإنجليزية)
- وايوميا تيوس على موقع الاتحاد الأمريكي لسباقات المضمار والميدان (الإنجليزية)
- وايوميا تيوس على موقع الاتحاد الأمريكي لسباقات المضمار والميدان، قاعة المشاهير (الإنجليزية)
- وايوميا تيوس على موقع اللجنة الأولمبية الدولية (الإنجليزية)
- وايوميا تيوس على موقع أوليمبيديا (الإنجليزية)
- وايوميا تيوس على موقع قاعة جورجيا للمشاهير الرياضية (مؤرشف) (الإنجليزية)